# Ford Essex V4
Ford Essex V4 — четырёхцилиндровый бензиновый двигатель внутреннего сгорания, который выпускался компанией Ford Motor Company с 1965 по 1977 год. Его объём варьировался от 1,7 до 2,0 литров. Разработанный британским подразделением Ford, двигатель Essex V4 выпускался в Эссексе, который позже стал частью Восточного Лондона. Двигатель применялся в Ford Corsair, Capri Mk I, Consul/Granada Mk I, Ford Zephyr Mk IV и Ford Transit Mk I.

## История
Разработка семейства Essex началась в 1961 году. Проектированием нового двигателя занимались директор по дизайну двигателя Алан Вортерс и команда, состоящая из Алана Эйткена, Джона Паска и Джорджа Соула, также была задействована команда по планированию продукта. Первое совещание по продуктовой стратегии проходило под председательством менеджера по планированию продукции Ford Теренса Беккета. Филип Айвз был менеджером отдела планирования новых двигателей и трансмиссий.
Целью проекта было создать двигатель, пригодный для использования как в легковых автомобилях, так и в рабочих фургонах, при этом рассматривались также морские и промышленные применения. С самого начала планировались бензиновые версии с высокой и низкой степенью сжатия, а также дизельная версия. Для применения в фургоне разработчики продукта изучили характеристики ведущего на рынке Volkswagen Transporter. Хотя Ford не стал бы дублировать заднемоторную трансмиссию Volkswagen, преимущества её плоского пола и беспрепятственного доступа водителя привели к тому, что команда предложила автомобиль с двигателем V4, установленным впереди водителя, чтобы освободить грузовое пространство. В конце концов были одобрены двигатели V4 и V6 с общим углом 60° между рядами цилиндров и чрезмерно квадратным отверстием и передаточным числом ходов. Двигатели Essex V4 и Essex V6 имеют одинаковую конструкцию камеры сгорания и некоторые внутренние размеры и имеют много общих деталей, включая поршни, клапаны и свечи зажигания.
Были профинансированы инвестиции в размере 14 миллионов фунтов стерлингов в реконструкцию завода в Дагенхеме, где производились новые двигатели. Essex V4 впервые появился в 1965 году как в фургоне Ford Transit Mk1, так и в седане Ford Corsair.

## Особенности
Essex V4 выпускался в 60-градусной V-образной конфигурации с чугунными блоком цилиндров и его головки. Длина блока цилиндров составляла всего 510 мм. Впускные клапаны имели диаметр 41 мм, а выпускные — 37 мм.
Все двигатели семейства Essex V4 имели одинаковый диаметр цилиндра 93,66 мм, но версия объёмом 1,7 л имела длину хода поршня 60,35 мм, а версия объёмом 2,0 л имела длину хода поршня 72,42 мм. Длина шатуна была одинаковой, поэтому различные перемещения были достигнуты за счёт изменения длины хода коленчатого вала и высоты поршня. Порядок работы цилиндров — 1-3-2-4.
Двигатели объёмом 1,7—2,0 л, применявшиеся в Transit, имели стандартную степень сжатия 7,7:1. Соотношение 9,1:1 было стандартным для двигателей объёмом 1,7 л в легковых автомобилях, в то время как 8,9:1 было стандартным для двигателей объёмом 2,0 л в легковых автомобилях и было дополнительным для 2,0-литрового двигателя в Transit. Мощность варьировалась от 54,4 кВт (73 л. с.) до 69,4 кВт (93 л. с.), а крутящий момент варьировался от 136 до 167,4 Н⋅м. В целях снижения вибрации был добавлен балансировочный вал.

## Великобритания
| Дата         | Событие                                                                                                   |
| ------------ | --- |
| Октябрь 1965 | Выпущены модели Corsair V4 объёмом 1,7—2,0 л. В Великобритании выпущены модели Transit объёмом 1,7—2,0 л. |
| Апрель 1966  | Выпущена 2,0-литровая модель Zephyr Four Mark IV.                                                         |
| Ноябрь 1968  | Модель Corsair объёмом 1,7 л снята с производства.                                                        |
| Март 1969    | Выпущена 2,0-литровая модель Capri 2000GT.                                                                |
| Июнь 1970    | Модель Corsair объёмом 2,0 литра снята с производства.                                                    |
| Декабрь 1971 | Модель Zephyr Four объёмом 2,0 литра снята с производства.                                                |
| Март 1972    | Выпущена 2,0-литровая модель Consul.                                                                      |
| Март 1974    | Модель Capri объёмом 2,0 литра снята с производства.                                                      |
| Июль 1974    | Модель Consul объёмом 2,0 литра снята с производства.                                                     |
| 1975         | Модель Transit объёмом 1,7 литра снята с производства.                                                    |
| Январь 1978  | Модель Transit объёмом 2,0 литра снята с производства.                                                    |

## Южная Африка
2,0-литровый двигатель Essex V4 также выпускался в Южной Африке, где первоначально устанавливался на Corsair. Из-за местных законов о содержании в ЮАР двигатель применялся более разнообразно, устанавливаясь исключительно на Ford Cortina TC, Ford Taunus 17M и Ford Capri. К началу 1970-х годов более усовершенствованная версия двигателя производила мощность 64,7—76,6 кВт (86,8—102,7 л. с.).